# Gran Premio degli Stati Uniti d'America 1963
Il Gran Premio degli Stati Uniti 1963 è stato un Gran Premio di Formula 1 disputato il 6 ottobre 1963 sul Circuito di Watkins Glen. La gara fu vinta da Graham Hill, alla guida di una BRM.
Con 110 giri risulta essere il gran premio più lungo nella storia della Formula 1 insieme all'edizione del 1965 

## Qualifiche

### Risultati
| Pos | No | Pilota                  | Scuderia                    | Costruttore      | Tempo  | Distacco |
| --- | -- | ----------------------- | --------------------------- | ---------------- | ------ | -------- |
| 1   | 1  | Graham Hill             | Owen Racing Organisation    | BRM              | 1'13"4 |          |
| 2   | 8  | Jim Clark               | Team Lotus                  | Lotus - Climax   | 1'13"5 | +0"1     |
| 3   | 23 | John Surtees            | Scuderia Ferrari            | Ferrari          | 1'13"7 | +0"3     |
| 4   | 2  | Richie Ginther          | Owen Racing Organisation    | BRM              | 1'14"0 | +0"6     |
| 5   | 5  | Jack Brabham            | Brabham Racing Organisation | Brabham - Climax | 1'14"2 | +0"8     |
| 6   | 6  | Dan Gurney              | Brabham Racing Organisation | Brabham - Climax | 1'14"5 | +1"1     |
| 7   | 9  | Trevor Taylor           | Team Lotus                  | Lotus - Climax   | 1'15"6 | +2"2     |
| 8   | 17 | Masten Gregory          | Reg Parnell Racing          | Lola - Climax    | 1'15"6 | +2"2     |
| 9   | 24 | Lorenzo Bandini         | Scuderia Ferrari            | Ferrari          | 1'15"8 | +2"4     |
| 10  | 4  | Tony Maggs              | Cooper Car Company          | Cooper - Climax  | 1'15"8 | +2"4     |
| 11  | 3  | Bruce McLaren           | Cooper Car Company          | Cooper - Climax  | 1'15"9 | +2"5     |
| 12  | 11 | Jo Bonnier              | Rob Walker Racing Team      | Cooper - Climax  | 1'16"3 | +2"9     |
| 13  | 10 | Pedro Rodríguez         | Team Lotus                  | Lotus - Climax   | 1'16"5 | +3"1     |
| 14  | 14 | Jo Siffert              | Siffert Racing Team         | Lotus - BRM      | 1'16"5 | +3"1     |
| 15  | 25 | Phil Hill               | Automobili Turismo e Sport  | ATS              | 1'16"5 | +3"1     |
| 16  | 16 | Jim Hall                | British Racing Partnership  | Lotus - BRM      | 1'17"1 | +3"7     |
| 17  | 18 | Rodger Ward             | Reg Parnell Racing          | Lotus - BRM      | 1'19"2 | +5"8     |
| 18  | 22 | Hap Sharp               | Reg Parnell Racing          | Lotus - BRM      | 1'20"0 | +6"6     |
| 19  | 12 | Carel Godin de Beaufort | Ecurie Maarsbergen          | Porsche          | 1'22"3 | +8"9     |
| 20  | 26 | Giancarlo Baghetti      | Automobili Turismo e Sport  | ATS              | 1'25"2 | +11"8    |
| 21  | 21 | Peter Broeker           | Canadian Stebro Racing      | Stebro - Ford    | 1'28"6 | +15"2    |
| WD  | 7  | Walt Hansgen            | Privato                     | Lotus - Climax   |        |          |
| WD  | 15 | Innes Ireland           | British Racing Partnership  | BRP - BRM        |        |          |
| WD  | 19 | Ernie de Vos            | Canadian Stebro Racing      | Stebro - Ford    |        |          |

## Gara
Prima del via Clark rimase fermo sulla griglia a causa di un problema alla batteria, perdendo così un giro rispetto ai rivali. Alla partenza Hill e Ginther presero il comando della corsa, ma entrambi furono poi sopravanzati da Surtees, che al 7º giro passò in prima posizione. Hill, Surtees e Gurney, che aveva avuto la meglio su Ginther nelle prime fasi, si contesero le prime posizioni per gran parte della gara, ma dopo 42 tornate il pilota della Brabham fu costretto al ritiro per dei problemi al telaio.
Surtees rimase saldamente in testa fino all'ottantatreesimo passaggio, quando sulla sua Ferrari si ruppe il motore; Hill ritornò in prima posizione, conducendo fino al traguardo e conquistando la seconda vittoria stagionale davanti a Ginther, Clark (autore di una grande rimonta e del giro più veloce), Brabham, Bandini e de Beaufort, ultimo dei piloti a punti.

### Risultati
| Pos | No | Pilota                  | Costruttore      | Giri | Tempo/Ritiro       | Partenza | Punti |
| --- | -- | ----------------------- | ---------------- | ---- | ------------------ | -------- | ----- |
| 1   | 1  | Graham Hill             | BRM              | 110  | 2h19'22"1          | 1        | 9     |
| 2   | 2  | Richie Ginther          | BRM              | 110  | +34"3              | 4        | 6     |
| 3   | 8  | Jim Clark               | Lotus - Climax   | 109  | +1 giro            | 2        | 4     |
| 4   | 5  | Jack Brabham            | Brabham - Climax | 108  | +2 giri            | 5        | 3     |
| 5   | 24 | Lorenzo Bandini         | Ferrari          | 106  | +4 giri            | 9        | 2     |
| 6   | 12 | Carel Godin de Beaufort | Porsche          | 99   | +11 giri           | 19       | 1     |
| 7   | 21 | Peter Broeker           | Stebro - Ford    | 88   | +22 giri           | 21       |       |
| 8   | 11 | Jo Bonnier              | Cooper - Climax  | 85   | +25 giri           | 12       |       |
| 9   | 23 | John Surtees            | Ferrari          | 82   | Motore             | 3        |       |
| 10  | 16 | Jim Hall                | Lotus - BRM      | 76   | Cambio             | 16       |       |
| 11  | 3  | Bruce McLaren           | Cooper - Climax  | 74   | Iniezione benzina  | 11       |       |
| Rit | 14 | Jo Siffert              | Lotus - BRM      | 56   | Cambio             | 14       |       |
| Rit | 18 | Rodger Ward             | Lotus - BRM      | 44   | Cambio             | 17       |       |
| Rit | 4  | Tony Maggs              | Cooper - Climax  | 44   | Motore             | 10       |       |
| Rit | 6  | Dan Gurney              | Brabham - Climax | 42   | Telaio             | 6        |       |
| Rit | 10 | Pedro Rodríguez         | Lotus - Climax   | 36   | Motore             | 13       |       |
| Rit | 9  | Trevor Taylor           | Lotus - Climax   | 24   | Accensione         | 7        |       |
| Rit | 17 | Masten Gregory          | Lola - Climax    | 14   | Motore             | 8        |       |
| Rit | 22 | Hap Sharp               | Lotus - BRM      | 6    | Problema meccanico | 18       |       |
| Rit | 25 | Phil Hill               | ATS              | 4    | Pompa dell'olio    | 15       |       |
| Rit | 26 | Giancarlo Baghetti      | ATS              | 0    | Pompa dell'olio    | 20       |       |

## Statistiche

### Piloti
- 6ª vittoria per Graham Hill
- 10° podio per Richie Ginther
- 1º Gran Premio per Pedro Rodríguez
- 1° e unico Gran Premio per Ernie De Vos e Peter Broeker
- Ultimo Gran Premio per Rodger Ward

### Costruttori
- 7° vittoria per la BRM
- 50º Gran Premio per la Lotus
- 1° e unico Gran Premio per la Stebro

### Motori
- 7° vittoria per il motore BRM
- 1º Gran Premio per il motore Ford

### Giri al comando
- Graham Hill (1-6, 32, 35, 82-110)
- John Surtees (7-31, 33-34, 36-82)

## Classifiche

### Piloti
| Pos. | Pilota                  | Punti   |
| ---- | ----------------------- | ------- |
| 1    | Jim Clark               | 51 (55) |
| 2    | Richie Ginther          | 28 (30) |
| 3    | Graham Hill             | 22      |
|      | John Surtees            | 22      |
| 5    | Bruce McLaren           | 14      |
| 6    | Dan Gurney              | 12      |
| 7    | Tony Maggs              | 9       |
| 8    | Jack Brabham            | 8       |
| 9    | Innes Ireland           | 6       |
| 10   | Lorenzo Bandini         | 4       |
| 11   | Jo Bonnier              | 3       |
|      | Jim Hall                | 3       |
|      | Gerhard Mitter          | 3       |
| 14   | Carel Godin de Beaufort | 2       |
| 15   | Ludovico Scarfiotti     | 1       |
|      | Jo Siffert              | 1       |
|      | Trevor Taylor           | 1       |

### Costruttori
| Pos. | Team             | Punti   |
| ---- | ---------------- | ------- |
| 1    | Lotus - Climax   | 51 (56) |
| 2    | BRM              | 35 (37) |
| 3    | Ferrari          | 24      |
| 4    | Cooper - Climax  | 21      |
| 5    | Brabham - Climax | 18      |
| 6    | BRP - BRM        | 6       |
| 7    | Porsche          | 5       |
| 8    | Lotus - BRM      | 4       |